# Обухово (Оренбургская область)
Обухово — посёлок в Бузулукском районе Оренбургской области России. Входит в состав Красногвардейского сельсовета.

## География
Посёлок находится в западной части Оренбургской области, в пределах возвышенности Общий Сырт, в степной зоне, на левом берегу реки Самары, к северу от автотрассы М5, на расстоянии примерно 6 километров (по прямой) к юго-востоку от города Бузулука. Абсолютная высота — 69 метров над уровнем моря.
Климат
Климат характеризуется как резко континентальный с морозной суровой зимой и жарким сухим летом. Среднегодовая температура составляет 4 °C. Средняя температура воздуха самого тёплого месяца (июля) — 21,9 °C; самого холодного (января) — −14,8 °C (абсолютный минимум — −43 °C). Безморозный период длится в течение 142 дней в году. Среднегодовое количество атмосферных осадков составляет 393 мм.
Часовой пояс
Посёлок Обухово, как и вся Оренбургская область, находится в часовой зоне МСК+2. Смещение применяемого времени относительно UTC составляет +5:00.

## История
Основано в XIX века на землях помещика Бориса Петровича Обухова, по фамилии которого получило своё название.

## Население
| 2003 | 2010 |
| ---- | ---- |
| 168  | ↘142 |

Гендерный состав
По данным Всероссийской переписи населения 2010 года в гендерной структуре населения мужчины составляли 47,9 %, женщины — соответственно 52,1 %.
Национальный состав
Согласно результатам переписи 2002 года, в национальной структуре населения русские составляли 76 % из 161 чел.